# NGC 1591
NGC 1591 este o galaxie spirală situată în constelația Eridanul. A fost descoperită în 6 noiembrie 1834 de către John Herschel. Se află la o distanță de 51,52 de megaparseci de Pământ.